# 2836 Sobolev
2836 Sobolev è un asteroide della fascia principale. Scoperto nel 1978, presenta un'orbita caratterizzata da un semiasse maggiore pari a 2,9994441 UA e da un'eccentricità di 0,0981309, inclinata di 9,67735° rispetto all'eclittica.